# 虹 (彩虹樂團單曲)
《虹》，是日本樂團L'Arc~en~Ciel的第7張單曲。1997年10月17日發行。

## 簡介
在當年的二月，鼓手sakura因為持有興奮劑而被逮捕，而暫缺鼓手的三人被安排到英國倫敦休息，順便充電。
在他們休息的期間，吉他手ken買了一把新的吉他，結果後來就作出了這曲『虹』。很奇特的是，「L'Arc~en~Ciel」這句法文的意思是『天空中的橋』，也就是在日文當中的『虹』(彩虹的意思)。
當時正缺鼓手的他們，錄音的時候就找了另一個樂團「DIE IN CRIES」的鼓手yukihiro來代打，沒想到，yukihiro就成了以後L'Arc~en~Ciel的正式鼓手了。
此曲發售後，銷售量不但沒受到sakura事件的影響，反而還創了新高，另歌迷為之驚艷。首週銷售量到達33萬張，光是首週銷量就超越了之前銷量最高的flower的總銷售量。年終總銷量衝破50萬張大關，甚至首次進入公信榜年間TOP100，最後總銷量是70萬張左右，創了自身新紀錄。
順帶一提，此曲是在『flower』發售一年後所推出的。

## 收錄曲目
1. 虹
作詞：hyde；作曲：ken；編曲：L'Arc〜en〜Ciel & CHOKKAKU
單曲中有一段小小聲的口白，後來在收錄到專輯『HEART』以後，變得非常清楚。
2. THE GHOST IN MY ROOM
作詞、作曲：hyde；編曲：編曲:L'Arc〜en〜Ciel & Takeyuki Hatano
此曲在1999年以後就再也沒有在LIVE上演唱過了。